# Sphyraena obtusata
Sphyraena obtusata es un pez de la familia de los esfirénidos en el orden de los perciformes.

## Morfología
Pueden alcanzar los 55 cm de largo total.